# فيدران جيرس
فيدران جيرس (بالكرواتية: Vedran Gerc)‏ (14 فبراير 1986 برييكا في كرواتيا -) هو لاعب كرة قدم كرواتي في مركز حراسة المرمى. شارك مع منتخب كرواتيا تحت 19 سنة لكرة القدم. أما مع النوادي، فقد لعب مع نادي الحسين ونادي تيرانا ونادي جالغيريس ونادي رييكا وHNK Orijent ‏ ونادي كيدا دارول أمان وFC Ljubljana ‏ ونادي زادار ‏ وNK Karlovac 1919 ‏ وNK Pomorac 1921 ‏.

## وصلات خارجية
- فيدران جيرس على موقع قاعدة بيانات كرة القدم.إي يو (الإنجليزية)
- فيدران جيرس على موقع Soccerway.com (الإنجليزية)